# Big Chief
Big Chief est une chanson composée par Earl King au début des années 1960. Elle a connu son premier succès à La Nouvelle-Orléans en 1964, interprétée par  Professor Longhair avec un premier chorus sifflé et accompagné dans le style piano blues, les paroles sont en créole louisianais (sifflement et voix par Earl King, bien que non crédité). La chanson devint rapidement populaire à La Nouvelle-Orléans, où elle fut fréquemment interprétée par les musiciens locaux, tels Dr. John, elle est au répertoire de la plupart des brass bands.

## Histoire
Earl King écrivit la chanson alors qu'il était à l'école, il se souvint de l'air lors d'une session d'enregistrement avec Professor Longhair arrangée par Wardell Quezergue (en). Longhair voulut d'abord enregistrer la chanson avec un petit ensemble, mais Quezergue, King et Smokey Johnson (qui jouait aussi à cette session) le convainquirent d'inclure une section de onze à quinze cuivres pour la session de 1964,.
La chanson parle des Indiens de Mardi gras, qui font partie de la tradition du mardi gras de La Nouvelle-Orléans. Elle mentionne le « Big Chief », le « Spy Boy » et le « Flag Boy », qui sont des rôles au sein des tribus d'Indiens de Mardi Gras.
La chanson est samplée dans Knock 'Em Out, sur le premier album de Lily Allen, Alright, Still.